# (36612) 2000 QQ145
2000 QQ145 (asteroide 36612) é um asteroide da cintura principal. Possui uma excentricidade de 0.06847710 e uma inclinação de 10.29410º.
Este asteroide foi descoberto no dia 31 de agosto de 2000 por LINEAR em Socorro.